# Neuhausen (Ebersberg)
Neuhausen ist ein Ortsteil der Gemeinde Ebersberg im oberbayerischen Landkreis Ebersberg. Der Weiler liegt circa zweieinhalb Kilometer östlich von Ebersberg.

## Geschichte
An Neuhausen vorbei verläuft die Bahnstrecke Grafing–Wasserburg. Mit der Eröffnung des Teilstücks Ebersberg–Wasserburg 1905 erhielt auch Neuhausen mittels eines Haltepunkts Anschluss an diese. Der Haltepunkt wurde zusammen mit demjenigen des Nachbarorts Oberndorf 1981 wegen des geringen Fahrgastaufkommens von der Bundesbahn stillgelegt.
Für Aufsehen sorgte eine private Feier in einem Stall nahe Neuhausens in der Silvesternacht 2023/24. Aus dem Publikum wurden laute Parolen des nationalsozialistischen Hitlergrußes gerufen. Nach Vernehmung von Zeugen leitete die Polizei ein Ermittlungsverfahren gegen den Tatverdächtigen ein.

## Baudenkmäler

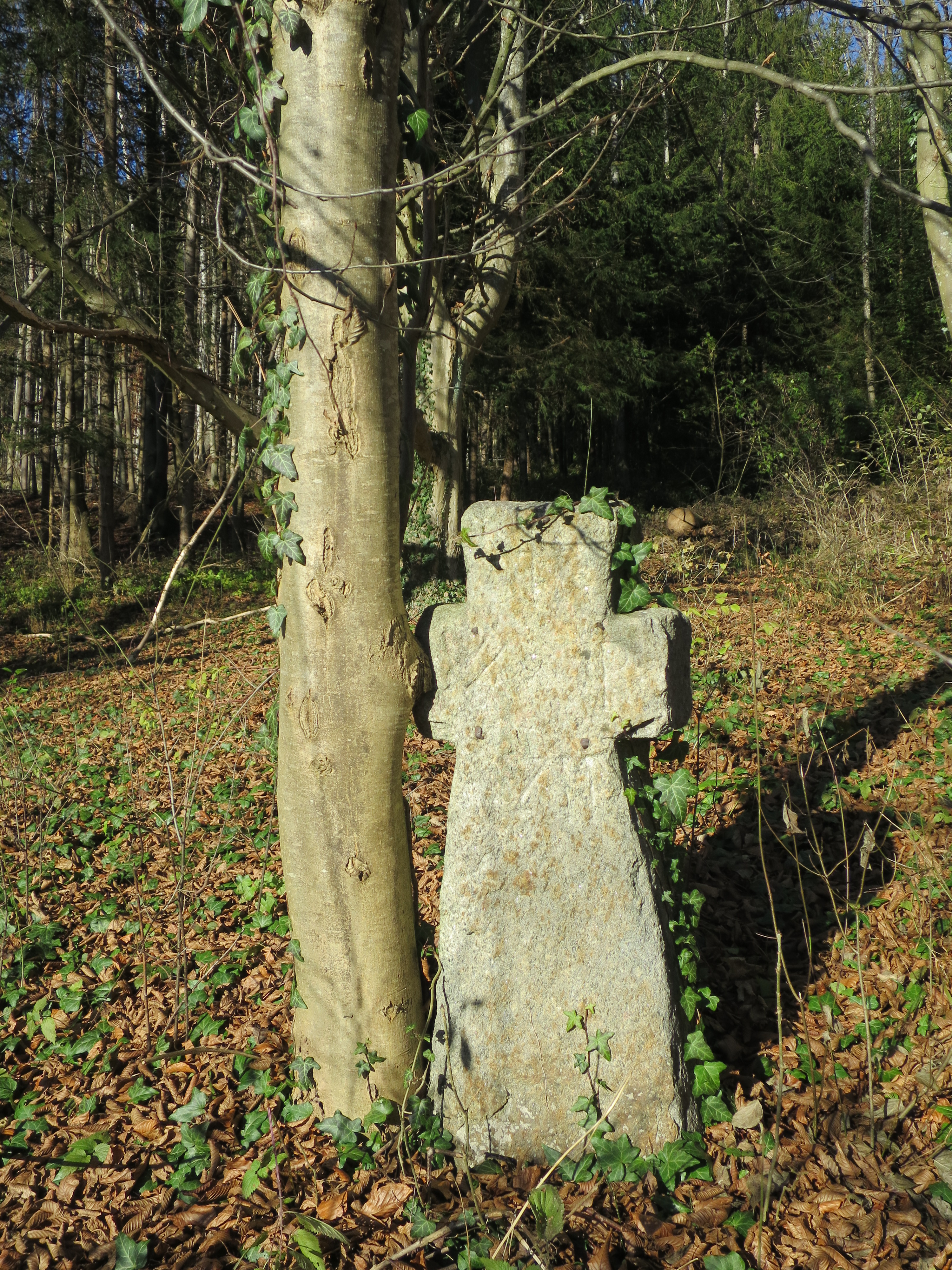
Sühnekreuz in Neuhausen

Siehe auch: Liste der Baudenkmäler in Neuhausen
- Sühnekreuz